# Deiparae Virginis Mariae
Deiparae Virginis Mariae è la decima enciclica pubblicata da papa Pio XII il 1º maggio 1946.

## Contenuto
Il Papa propone la definizione del dogma dell'Assunzione della Beata Vergine Maria.
Le risposte ricevute dalle diocesi di tutto il mondo furono ricordate nella Munificentissimus Deus: 
(Munificentisssimus Deus, 1.XI.1950)